# GDAL
GDAL (Geospatial Data Abstraction Library) je knihovna určená pro čtení a zápis rastrových GIS formátů. Knihovna je vyvíjena pod hlavičkou Open Source Geospatial Foundation a vydávána pod licencí X/MIT. Knihovna používá jednoduchý abstraktní datový model pro všechny podporované datové formáty. Kromě toho nabízí také řadu užitečných nástrojů pro příkazovou řádku určených pro konverzi a zpracování dat.
GDAL byla původně vyvíjena Frankem Warmerdamem a to do verze 1.3.2, posléze byla tato role oficiálně převedena na GDAL/OGR Project Management Committee, která je součástí Open Source Geospatial Foundation.
GDAL/OGR je považován za jeden z hlavních open source projektů, knihovna je hojně využívána take v komerční GIS sféře. Řečeno Howardem Butlerem (jeden z klíčových vývojářů GDAL) "GDAL považuji za glibc/glibc++ v geoinformatice. Knihovna je otevřená, poskytuje základní funkcionalitu potřebnou pro denní práci s GIS formáty."

## Knihovna OGR
Související knihovna OGR (která je součástí knihovny GDAL) poskytuje podobnou funkcionalitu pro "simple features" vektorová data.

## Software využívající GDAL/OGR
Řada programů používá knihovnu GDAL/OGR pro čtení a zápis mnoha GIS formátů, např.:
- Delta3D
- GRASS GIS
- OSSIM
- GvSIG
- QGIS
- FWTools
- MapServer
- Google Earth
- OpenEV
- ArcGIS 9.2 používá pro některé rastrové formáty GDAL[2]
- TopoQuest